# Євгенія Гершой
Євгенія Гершой (англ. Eugenie Gershoy; 1 січня 1901, Кривий Ріг, Російська імперія — 8 травня 1986, США) — американська скульпторка та художниця.

## Біографія
Євгенія Гершой народилася у Кривому Розі, в родині Міріам Гершой (до шлюбу Любарська, нар. 1868) та Моріса Гершоя (нар. 1863/64). Брати — вчений-ботанік Університету у Вермонті Олександр (нар. 21 листопада 1896), Еміль (нар. 1892) та Лео (нар. 1897), сестра — Софія (нар. 1894). Євгенія була наймолодшою дитиною в сім'ї.
Родина Євгенії Гершой емігрувала до США, коли вона була ще дитиною, у вересні 1903 року. Навчалася у Колумбійському університеті та була учасницею Нью-Йоркської Студентської ліги мистецтва (1921-1922). Її вчителями були А. Стерлінг Колдер, Лео Лентеллі, Кеннет Гаєс Міллер, Бордман Робінсон, Карл Волтерс. Одружилась із народженим у Румунії євреєм Гаррі Готлібом. Наприкінці 20- початку 30-х років пара працювала в студії, у Вудстоку (Нью-Йорк). Перша персональна виставка Євгенії Гершой відбулася в галереї Робінсон у Нью-Йорку в 1940 році. Після року навчання в Школі мистецтва Нового Орлеана переїжджає у 1942 році до Сан-Франциско.
У 1946 році вона викладала кераміку в Каліфорнійській школі образотворчих мистецтв.
На початку 30-х років Євгенія Гершой приїжджає до Англії і Франції, здійснює поїздки до Мексики та Гватемали, у 1955 році відвідує Індію, Африку і країни Сходу.
Скульптури Євгенії Гершой створювалися із таких матеріалів як дерево (каштан, бук) та польовий камінь.

## Галерея
|                        |
| Євгенія у своїй студії |

|                |
| Сон, 1925-1930 |

|                    |
| Люсіль Бланч, 1936 |

|                   |
| Автопортрет, 1975 |

|                     |
| Тореадор, 1935-1939 |

|                                   |
| Дуже кремезний чоловік, 1936-1940 |